# 기누야마역
기누야마역(일본어: 衣山駅)은 일본 에히메현 마쓰야마시에 위치한 이요 철도 다카하마 선의 철도역이다. 역 번호는 IY 07이며, 섬식 승강장 1면 2선의 구조를 갖춘 지상역이다.

## 타는 곳
| 1 | ■ 다카하마 선 | 하행 | 미쓰 · 다카하마 · (마쓰야마 관광항) 방면 |
| 2 | ■ 다카하마 선 | 상행 | 마쓰야마시 방면                          |

## 이용 현황
- 1998년도 : 1,600명
- 2015년도 : 2,114명

## 역 주변
- 후지 쇼핑 센터

## 인접 역
| 이요 철도 다카하마 선             | 이요 철도 다카하마 선 | 이요 철도 다카하마 선              |
| --------------------------------- | --------------------- | ---------------------------------- |
| IY 08 고마치 마쓰야마 관광항 방면 | ■ 다카하마 선         | 니시키누야마 IY 06 마쓰야마시 방면 |